# Communauté de communes de la Région de Suippes
Die Communauté de communes de la Région de Suippes ist ein französischer Gemeindeverband mit der Rechtsform einer Communauté de communes im Département Marne in der Region Grand Est. Sie wurde am 1. Januar 2014 gegründet und umfasst aktuell 16 Gemeinden. Der Verwaltungssitz befindet sich im Ort Suippes.

## Historische Entwicklung
Der Gemeindeverband entstand 2014 durch die Fusion der Vorgängerorganisationen 
- Communauté de communes de la Région de Suippes (vor 2014) und
- Communauté de communes des Sources de la Vesle.

Mit Wirkung vom 1. Januar 2017 verließen alle drei Gemeinden der ehemaligen Communauté de communes des Sources de la Vesle (Courtisols, Poix und Somme-Vesle) den hiesigen Verband und schlossen sich der Communauté de communes de la Moivre à la Coole an. Daraufhin kehrte der Verband wieder zu seinem ursprünglichen Namen Communauté de communes de la Région de Suippes zurück, der inzwischen jedoch eine andere Rechtspersönlichkeit geworden war.

## Mitgliedsgemeinden
| Gemeinde                                       | Einwohner 1. Januar 2022 | Fläche km² | Dichte Einw./km² | Code INSEE | Postleitzahl |
| ---------------------------------------------- | ------------------------ | ---------- | ---------------- | ---------- | ------------ |
| Bussy-le-Château                               | 184                      | 23,93      | 8                | 51097      | 51600        |
| Cuperly                                        | 219                      | 20,92      | 10               | 51203      | 51400        |
| Jonchery-sur-Suippe                            | 228                      | 24,74      | 9                | 51307      | 51600        |
| La Cheppe                                      | 326                      | 23,90      | 14               | 51147      | 51600        |
| La Croix-en-Champagne                          | 86                       | 16,58      | 5                | 51197      | 51600        |
| Laval-sur-Tourbe                               | 49                       | 14,58      | 3                | 51317      | 51600        |
| Saint-Hilaire-le-Grand                         | 359                      | 42,39      | 8                | 51486      | 51600        |
| Saint-Jean-sur-Tourbe                          | 90                       | 17,04      | 5                | 51491      | 51600        |
| Saint-Remy-sur-Bussy                           | 329                      | 34,65      | 9                | 51515      | 51600        |
| Sainte-Marie-à-Py                              | 195                      | 26,92      | 7                | 51501      | 51600        |
| Somme-Suippe                                   | 511                      | 31,51      | 16               | 51546      | 51600        |
| Somme-Tourbe                                   | 141                      | 19,39      | 7                | 51547      | 51600        |
| Sommepy-Tahure                                 | 656                      | 68,24      | 10               | 51544      | 51600        |
| Souain-Perthes-lès-Hurlus                      | 260                      | 53,12      | 5                | 51553      | 51600        |
| Suippes                                        | 3.898                    | 42,25      | 92               | 51559      | 51600        |
| Tilloy-et-Bellay                               | 234                      | 19,34      | 12               | 51572      | 51460        |
| Communauté de communes de la Région de Suippes | 7.765                    | 479,50     | 16               | –          | –            |